# Montella
Montella é uma comuna italiana da região da Campania, província de Avellino, com cerca de 7.629 habitantes (2019). Estende-se por uma área de 83 km², tendo uma densidade populacional de 94 hab/km². Faz fronteira com Bagnoli Irpino, Cassano Irpino, Giffoni Valle Piana (SA), Montemarano, Nusco, Volturara Irpina.

## Demografia
| Variação demográfica do município entre 1861 e 2011                               |
|                                                                                   |
| Fonte: Istituto Nazionale di Statistica (ISTAT) - Elaboração gráfica da Wikipedia |